# Montpothier
Montpothier és un municipi francès situat al departament de l'Aube i a la regió del Gran Est. L'any 2007 tenia 310 habitants.

## Demografia

### Població
El 2007 la població de fet de Montpothier era de 310 persones. Hi havia 126 famílies de les quals 28 eren unipersonals (12 homes vivint sols i 16 dones vivint soles), 47 parelles sense fills, 43 parelles amb fills i 8 famílies monoparentals amb fills.
La població ha evolucionat segons el següent gràfic:
Habitants censats

### Habitatges
El 2007 hi havia 157 habitatges, 129 eren l'habitatge principal de la família, 23 eren segones residències i 4 estaven desocupats. 153 eren cases i 1 era un apartament. Dels 129 habitatges principals, 115 estaven ocupats pels seus propietaris, 14 estaven llogats i ocupats pels llogaters i 1 estava cedit a títol gratuït; 1 tenia una cambra, 3 en tenien dues, 21 en tenien tres, 35 en tenien quatre i 69 en tenien cinc o més. 109 habitatges disposaven pel capbaix d'una plaça de pàrquing. A 49 habitatges hi havia un automòbil i a 75 n'hi havia dos o més.

### Piràmide de població
La piràmide de població per edats i sexe el 2009 era:
| Homes | Edats   | Dones |
| ----- | ------- | ----- |
| 0     | 95 o +  | 0     |
| 4     | 90 a 94 | 0     |
| 4     | 85 a 89 | 8     |
| 0     | 80 a 84 | 0     |
| 4     | 75 a 79 | 4     |
| 0     | 70 a 74 | 4     |
| 12    | 65 a 69 | 8     |
| 16    | 60 a 64 | 4     |
| 4     | 55 a 59 | 16    |
| 12    | 50 a 54 | 12    |
| 4     | 45 a 49 | 16    |
| 8     | 40 a 44 | 4     |
| 12    | 35 a 39 | 12    |
| 8     | 30 a 34 | 8     |
| 8     | 25 a 29 | 0     |
| 0     | 20 a 24 | 8     |
| 12    | 15 a 19 | 12    |
| 8     | 10 a 14 | 4     |
| 12    | 5 a 9   | 8     |
| 12    | 0 a 4   | 0     |

## Economia
El 2007 la població en edat de treballar era de 194 persones, 137 eren actives i 57 eren inactives. De les 137 persones actives 127 estaven ocupades (76 homes i 51 dones) i 11 estaven aturades (3 homes i 8 dones). De les 57 persones inactives 28 estaven jubilades, 12 estaven estudiant i 17 estaven classificades com a «altres inactius».

### Ingressos
El 2009 a Montpothier hi havia 132 unitats fiscals que integraven 323 persones, la mediana anual d'ingressos fiscals per persona era de 20.046 €.

### Activitats econòmiques
Dels 7 establiments que hi havia el 2007, 2 eren d'empreses de fabricació d'altres productes industrials, 1 d'una empresa de construcció, 1 d'una empresa de comerç i reparació d'automòbils, 2 d'empreses de serveis i 1 d'una empresa classificada com a «altres activitats de serveis».
L'únic servei als particulars que hi havia el 2009 era un paleta.
L'any 2000 a Montpothier hi havia 7 explotacions agrícoles.

## Poblacions més properes
El següent diagrama mostra les poblacions més properes.